# Pays d'Alençon
 (août 2025).
Motif : Aucune source secondaire, notoriété locale
- Archive Wikiwix
- Bing
- Cairn
- DuckDuckGo
- E. Universalis
- Gallica
- Google
- G. Books
- G. News
- G. Scholar
- Persée
- Qwant
- (zh) Baidu
- (ru) Yandex
- (wd) trouver des œuvres sur Wikidata

| 1. | Préciser le motif de la pose du bandeau. | Précisez le motif de la pose du bandeau en utilisant la syntaxe suivante : {{admissibilité à vérifier\|date=août 2025\|motif=remplacez ce texte par le motif}}                      |
| 2. | Informer les utilisateurs concernés.     | Pensez à avertir le créateur de l'article, par exemple, en insérant le code ci-dessous sur sa page de discussion : {{subst:avertissement admissibilité à vérifier\|Pays d'Alençon}} |

Le Pays d'Alençon est une structure de regroupement de collectivités locales françaises située dans les départements de l'Orne et de la Sarthe et les régions Normandie et Pays de la Loire,.

## Historique
Le pays d'Alençon est créé le 12 décembre 2002 à travers le Groupement d'intérêt public (GIP) de développement local du pays d'Alençon. Il est transformé le 10 novembre 2005 en GIP d'aménagement du territoire du pays d'Alençon.
9 établissements publics de coopération intercommunale composent alors le pays.
- communauté urbaine d'Alençon
- communauté de communes du Bocage Carrougien
- communauté de communes de l'Est Alençonnais
- communauté de communes du Massif de Perseigne
- communauté de communes du Pays d'Essay
- communauté de communes du Pays de Sées
- communauté de communes du Saosnois
- communauté de communes de la Vallée de la Haute Sarthe, née le 1er janvier 2013  de la fusion de la communauté de communes du Pays de Courtomer et de la communauté de communes du Pays Mêlois
- communauté de communes de la Vallée du Sarthon

En 2017, à la suite de la fusion des communautés de communes du Bocage Carrougien et du Pays fertois dans le cadre de la Loi NOTRe, la nouvelle communauté de communes du Pays fertois et du Bocage carrougien se retire du pays par souhait d'intégrer le PETR du Pays du Bocage. Le nombre d'établissements publics de coopération intercommunale du GIP passe donc de 9 à 4.
Lors du conseil communautaire du 15 juillet 2020, la communauté de communes Maine Saosnois vote son retrait du GIP et de son territoire. Conséquemment, la chambre d'agriculture de la Sarthe, la chambre de commerce et d'industrie du Mans et de la Sarthe, la chambre de métiers et de l'artisanat de la Sarthe se retirent du GIP. Malgré la représentation de cinq communes sarthoises seulement, le département de la Sarthe confirme son adhésion au GIP. L'assemblée générale du 16 décembre 2020 du GIP d'aménagement du territoire du pays d'Alençon adopte une nouvelle convention constitutive où son nouveau territoire couvre ceux de la communauté urbaine d'Alençon, de la communauté de communes de la Vallée de la Haute Sarthe et de la communauté de communes des Sources de l'Orne.
L'assemblée générale du 6 juillet 2022 adopte l'élargissement du pays d'Alençon avec l'intégration de communauté de communes du Pays fertois et du Bocage carrougien au sein du GIP,.

## Territoire

### Géographie
| PETR du Pays du Bocage | PETR P2AO      |                               |
|                        | pays d'Alençon | PETR du Pays du Perche ornais |
|                        |                |                               |

## Composition
Le pays d'Alençon est composé de 4 établissements publics de coopération intercommunale qui représentent 104 communes.
| Intercommunalité                           | Nombre de communes | Population (dernière pop. légale) | Superficie (km2) | Densité (hab./km2) |
| ------------------------------------------ | ------------------ | --------------------------------- | ---------------- | ------------------ |
| CU d'Alençon                               | 31                 | 55 435 (2021)                     | 461,70           | 120                |
| CC de la Vallée de la Haute Sarthe         | 31                 | 7 481 (2021)                      | 278,90           | 27                 |
| CC des Sources de l'Orne                   | 23                 | 11 928 (2021)                     | 364,80           | 33                 |
| CC du Pays fertois et du Bocage carrougien | 19                 | 4 853 (2021)                      | 230,70           | 21                 |

Parmi les 104 communes du pays d'Alençon, 5 se situent dans le département de la Sarthe.
| Nom                            | Code Insee | Intercommunalité                           | Superficie (km2) | Population (dernière pop. légale) | Densité (hab./km2) |
| ------------------------------ | ---------- | ------------------------------------------ | ---------------- | --------------------------------- | ------------------ |
| Alençon (siège)                | 61001      | CU d'Alençon                               | 10,68            | 25 667 (2022)                     | 2 403              |
| Arçonnay                       | 72006      | CU d'Alençon                               | 7,85             | 1 897 (2022)                      | 242                |
| Cerisé                         | 61077      | CU d'Alençon                               | 4,42             | 853 (2022)                        | 193                |
| Champfleur                     | 72056      | CU d'Alençon                               | 13,14            | 1 303 (2022)                      | 99                 |
| Chenay                         | 72076      | CU d'Alençon                               | 2,16             | 259 (2022)                        | 120                |
| Ciral                          | 61107      | CU d'Alençon                               | 17,99            | 410 (2022)                        | 23                 |
| Colombiers                     | 61111      | CU d'Alençon                               | 12,34            | 334 (2022)                        | 27                 |
| Condé-sur-Sarthe               | 61117      | CU d'Alençon                               | 8,46             | 2 492 (2022)                      | 295                |
| Cuissai                        | 61141      | CU d'Alençon                               | 8,78             | 436 (2022)                        | 50                 |
| Damigny                        | 61143      | CU d'Alençon                               | 4,81             | 2 425 (2022)                      | 504                |
| Écouves                        | 61341      | CU d'Alençon                               | 36,4             | 1 673 (2022)                      | 46                 |
| La Ferrière-Bochard            | 61165      | CU d'Alençon                               | 10,82            | 706 (2022)                        | 65                 |
| Gandelain                      | 61182      | CU d'Alençon                               | 15,31            | 416 (2022)                        | 27                 |
| Héloup                         | 61203      | CU d'Alençon                               | 12,96            | 887 (2022)                        | 68                 |
| Lalacelle                      | 61213      | CU d'Alençon                               | 13,37            | 266 (2022)                        | 20                 |
| Larré                          | 61224      | CU d'Alençon                               | 5,67             | 467 (2022)                        | 82                 |
| Lonrai                         | 61234      | CU d'Alençon                               | 6,14             | 1 084 (2022)                      | 177                |
| Ménil-Erreux                   | 61263      | CU d'Alençon                               | 11,05            | 195 (2022)                        | 18                 |
| Mieuxcé                        | 61279      | CU d'Alençon                               | 10,36            | 611 (2022)                        | 59                 |
| L'Orée-d'Écouves               | 61228      | CU d'Alençon                               | 44,45            | 730 (2022)                        | 16                 |
| Pacé                           | 61321      | CU d'Alençon                               | 7,56             | 411 (2022)                        | 54                 |
| La Roche-Mabile                | 61350      | CU d'Alençon                               | 5,21             | 162 (2022)                        | 31                 |
| Saint-Céneri-le-Gérei          | 61372      | CU d'Alençon                               | 3,86             | 112 (2022)                        | 29                 |
| Saint-Denis-sur-Sarthon        | 61382      | CU d'Alençon                               | 13,81            | 1 078 (2022)                      | 78                 |
| Saint-Ellier-les-Bois          | 61384      | CU d'Alençon                               | 13,68            | 257 (2022)                        | 19                 |
| Saint-Germain-du-Corbéis       | 61397      | CU d'Alençon                               | 7,52             | 3 648 (2022)                      | 485                |
| Saint-Nicolas-des-Bois         | 61433      | CU d'Alençon                               | 25,26            | 284 (2022)                        | 11                 |
| Saint-Paterne - Le Chevain     | 72308      | CU d'Alençon                               | 12,93            | 2 090 (2022)                      | 162                |
| Semallé                        | 61467      | CU d'Alençon                               | 14,04            | 364 (2022)                        | 26                 |
| Valframbert                    | 61497      | CU d'Alençon                               | 13,95            | 1 699 (2022)                      | 122                |
| Villeneuve-en-Perseigne        | 72137      | CU d'Alençon                               | 86,7             | 2 189 (2022)                      | 25                 |
| Le Mêle-sur-Sarthe             | 61258      | CC de la Vallée de la Haute Sarthe         | 0,62             | 659 (2022)                        | 1 063              |
| Aunay-les-Bois                 | 61013      | CC de la Vallée de la Haute Sarthe         | 8,53             | 142 (2022)                        | 17                 |
| Barville                       | 61026      | CC de la Vallée de la Haute Sarthe         | 7,53             | 185 (2022)                        | 25                 |
| Brullemail                     | 61064      | CC de la Vallée de la Haute Sarthe         | 10,28            | 92 (2022)                         | 8,9                |
| Buré                           | 61066      | CC de la Vallée de la Haute Sarthe         | 5,65             | 101 (2022)                        | 18                 |
| Bures                          | 61067      | CC de la Vallée de la Haute Sarthe         | 9,64             | 166 (2022)                        | 17                 |
| Le Chalange                    | 61082      | CC de la Vallée de la Haute Sarthe         | 6,27             | 84 (2022)                         | 13                 |
| Coulonges-sur-Sarthe           | 61126      | CC de la Vallée de la Haute Sarthe         | 9,65             | 486 (2022)                        | 50                 |
| Courtomer                      | 61133      | CC de la Vallée de la Haute Sarthe         | 19,9             | 725 (2022)                        | 36                 |
| Ferrières-la-Verrerie          | 61166      | CC de la Vallée de la Haute Sarthe         | 14,58            | 148 (2022)                        | 10                 |
| Gâprée                         | 61183      | CC de la Vallée de la Haute Sarthe         | 9,84             | 144 (2022)                        | 15                 |
| Hauterive                      | 61202      | CC de la Vallée de la Haute Sarthe         | 6,98             | 459 (2022)                        | 66                 |
| Laleu                          | 61215      | CC de la Vallée de la Haute Sarthe         | 11,41            | 361 (2022)                        | 32                 |
| Marchemaisons                  | 61251      | CC de la Vallée de la Haute Sarthe         | 8,85             | 157 (2022)                        | 18                 |
| Le Ménil-Broût                 | 61261      | CC de la Vallée de la Haute Sarthe         | 3,44             | 176 (2022)                        | 51                 |
| Le Ménil-Guyon                 | 61266      | CC de la Vallée de la Haute Sarthe         | 2,76             | 83 (2022)                         | 30                 |
| Montchevrel                    | 61284      | CC de la Vallée de la Haute Sarthe         | 10,8             | 233 (2022)                        | 22                 |
| Neuilly-le-Bisson              | 61304      | CC de la Vallée de la Haute Sarthe         | 5,98             | 275 (2022)                        | 46                 |
| Le Plantis                     | 61331      | CC de la Vallée de la Haute Sarthe         | 8,02             | 126 (2022)                        | 16                 |
| Saint-Agnan-sur-Sarthe         | 61360      | CC de la Vallée de la Haute Sarthe         | 6,24             | 87 (2022)                         | 14                 |
| Saint-Aubin-d'Appenai          | 61365      | CC de la Vallée de la Haute Sarthe         | 11,29            | 435 (2022)                        | 39                 |
| Saint-Germain-le-Vieux         | 61398      | CC de la Vallée de la Haute Sarthe         | 3,16             | 65 (2022)                         | 21                 |
| Saint-Julien-sur-Sarthe        | 61412      | CC de la Vallée de la Haute Sarthe         | 16,39            | 679 (2022)                        | 41                 |
| Saint-Léger-sur-Sarthe         | 61415      | CC de la Vallée de la Haute Sarthe         | 13,25            | 314 (2022)                        | 24                 |
| Saint-Léonard-des-Parcs        | 61416      | CC de la Vallée de la Haute Sarthe         | 13,4             | 76 (2022)                         | 5,7                |
| Saint-Quentin-de-Blavou        | 61450      | CC de la Vallée de la Haute Sarthe         | 6,46             | 77 (2022)                         | 12                 |
| Sainte-Scolasse-sur-Sarthe     | 61454      | CC de la Vallée de la Haute Sarthe         | 13,88            | 584 (2022)                        | 42                 |
| Tellières-le-Plessis           | 61481      | CC de la Vallée de la Haute Sarthe         | 5,41             | 72 (2022)                         | 13                 |
| Trémont                        | 61492      | CC de la Vallée de la Haute Sarthe         | 6,22             | 121 (2022)                        | 19                 |
| Les Ventes-de-Bourse           | 61499      | CC de la Vallée de la Haute Sarthe         | 20,95            | 146 (2022)                        | 7                  |
| Vidai                          | 61502      | CC de la Vallée de la Haute Sarthe         | 1,55             | 73 (2022)                         | 47                 |
| Sées                           | 61464      | CC des Sources de l'Orne                   | 40,31            | 4 182 (2022)                      | 104                |
| Almenêches                     | 61002      | CC des Sources de l'Orne                   | 20,27            | 642 (2022)                        | 32                 |
| Aunou-sur-Orne                 | 61015      | CC des Sources de l'Orne                   | 18,04            | 276 (2022)                        | 15                 |
| Belfonds                       | 61036      | CC des Sources de l'Orne                   | 14,29            | 208 (2022)                        | 15                 |
| La Bellière                    | 61039      | CC des Sources de l'Orne                   | 13,91            | 129 (2022)                        | 9,3                |
| Boissei-la-Lande               | 61049      | CC des Sources de l'Orne                   | 7,11             | 109 (2022)                        | 15                 |
| Boitron                        | 61051      | CC des Sources de l'Orne                   | 13,35            | 348 (2022)                        | 26                 |
| Le Bouillon                    | 61056      | CC des Sources de l'Orne                   | 17,77            | 167 (2022)                        | 9,4                |
| Bursard                        | 61068      | CC des Sources de l'Orne                   | 10,55            | 200 (2022)                        | 19                 |
| Le Cercueil                    | 61076      | CC des Sources de l'Orne                   | 13,23            | 145 (2022)                        | 11                 |
| Chailloué                      | 61081      | CC des Sources de l'Orne                   | 35,88            | 892 (2022)                        | 25                 |
| La Chapelle-près-Sées          | 61098      | CC des Sources de l'Orne                   | 9,95             | 488 (2022)                        | 49                 |
| Le Château-d'Almenêches        | 61101      | CC des Sources de l'Orne                   | 10,76            | 185 (2022)                        | 17                 |
| Essay                          | 61156      | CC des Sources de l'Orne                   | 15,99            | 543 (2022)                        | 34                 |
| La Ferrière-Béchet             | 61164      | CC des Sources de l'Orne                   | 13,79            | 250 (2022)                        | 18                 |
| Francheville                   | 61176      | CC des Sources de l'Orne                   | 9,72             | 132 (2022)                        | 14                 |
| Macé                           | 61240      | CC des Sources de l'Orne                   | 14,53            | 443 (2022)                        | 30                 |
| Médavy                         | 61256      | CC des Sources de l'Orne                   | 4,34             | 153 (2022)                        | 35                 |
| Montmerrei                     | 61288      | CC des Sources de l'Orne                   | 12,67            | 555 (2022)                        | 44                 |
| Mortrée                        | 61294      | CC des Sources de l'Orne                   | 32,26            | 1 125 (2022)                      | 35                 |
| Neauphe-sous-Essai             | 61301      | CC des Sources de l'Orne                   | 11,43            | 214 (2022)                        | 19                 |
| Saint-Gervais-du-Perron        | 61400      | CC des Sources de l'Orne                   | 11,28            | 346 (2022)                        | 31                 |
| Tanville                       | 61480      | CC des Sources de l'Orne                   | 13,32            | 228 (2022)                        | 17                 |
| Carrouges                      | 61074      | CC du Pays fertois et du Bocage carrougien | 8,58             | 626 (2022)                        | 73                 |
| Beauvain                       | 61035      | CC du Pays fertois et du Bocage carrougien | 12,46            | 265 (2022)                        | 21                 |
| Chahains                       | 61080      | CC du Pays fertois et du Bocage carrougien | 7,65             | 82 (2022)                         | 11                 |
| Le Champ-de-la-Pierre          | 61085      | CC du Pays fertois et du Bocage carrougien | 4,05             | 29 (2022)                         | 7,2                |
| La Chaux                       | 61104      | CC du Pays fertois et du Bocage carrougien | 5,06             | 53 (2022)                         | 10                 |
| Joué-du-Bois                   | 61209      | CC du Pays fertois et du Bocage carrougien | 21,08            | 386 (2022)                        | 18                 |
| La Lande-de-Goult              | 61216      | CC du Pays fertois et du Bocage carrougien | 28,57            | 186 (2022)                        | 6,5                |
| Magny-le-Désert                | 61243      | CC du Pays fertois et du Bocage carrougien | 33,34            | 1 386 (2022)                      | 42                 |
| Méhoudin                       | 61257      | CC du Pays fertois et du Bocage carrougien | 3,85             | 121 (2022)                        | 31                 |
| Le Ménil-Scelleur              | 61271      | CC du Pays fertois et du Bocage carrougien | 5,37             | 87 (2022)                         | 16                 |
| La Motte-Fouquet               | 61295      | CC du Pays fertois et du Bocage carrougien | 9,32             | 159 (2022)                        | 17                 |
| Rouperroux                     | 61357      | CC du Pays fertois et du Bocage carrougien | 9,78             | 175 (2022)                        | 18                 |
| Saint-Martin-des-Landes        | 61424      | CC du Pays fertois et du Bocage carrougien | 11,19            | 187 (2022)                        | 17                 |
| Saint-Martin-l'Aiguillon       | 61427      | CC du Pays fertois et du Bocage carrougien | 14,61            | 186 (2022)                        | 13                 |
| Saint-Ouen-le-Brisoult         | 61439      | CC du Pays fertois et du Bocage carrougien | 9,75             | 125 (2022)                        | 13                 |
| Saint-Patrice-du-Désert        | 61442      | CC du Pays fertois et du Bocage carrougien | 20,48            | 232 (2022)                        | 11                 |
| Saint-Sauveur-de-Carrouges     | 61453      | CC du Pays fertois et du Bocage carrougien | 11,42            | 239 (2022)                        | 21                 |
| Sainte-Marguerite-de-Carrouges | 61419      | CC du Pays fertois et du Bocage carrougien | 8,69             | 211 (2022)                        | 24                 |
| Sainte-Marie-la-Robert         | 61420      | CC du Pays fertois et du Bocage carrougien | 5,45             | 87 (2022)                         | 16                 |

## Administration

### Siège
Le siège du pays est situé à Alençon.

### Forme et membres
Le pays d'Alençon est un groupement d'intérêt public (GIP) dénommé GIP d'aménagement du territoire du pays d'Alençon. Ses membres sont délégués des assemblées délibérantes des collectivités territoriales et représentants des chambres consulaires suivantes :
- communauté urbaine d'Alençon ;
- communauté de communes de la Vallée de la Haute Sarthe ;
- communauté de communes des Sources de l'Orne ;
- communauté de communes du Pays fertois et du Bocage carrougien ;
- département de l'Orne ;
- département de la Sarthe ;
- Chambre d'agriculture de l'Orne ;
- Chambre de commerce et d'industrie Portes de Normandie ;
- Chambre de métiers et de l'artisanat Calvados-Orne[9].

### Présidence
Le président du GIP est Régis Chevallier, élu à la chambre d'agriculture de l'Orne,.

### Objets
Le GIP d'aménagement du territoire du Pays d'Alençon a pour objet :
- l'élaboration de la Charte de pays ;
- la mise en œuvre de projets économiques, sociaux, environnementaux, culturels et touristiques d'intérêt collectif ;
- la contractualisation avec l’Etat, les conseils régionaux des Pays de la Loire et de Normandie, les conseils départementaux de la Sarthe et de l'Orne  ou avec tout autre partenaire permettant le développement du pays d'Alençon[4].

### Articles externes
- Site officiel